# Knud Lundberg
Knud Lundberg (Copenaghen, 14 maggio 1920 – Gentofte, 12 agosto 2002) è stato un calciatore, cestista e pallamanista danese, di ruolo attaccante.

## Carriera

### Calcio

#### Club
Ha sempre giocato nel campionato danese.

#### Nazionale
Giocò per la Nazionale danese, scendendo in campo 39 volte e realizzando 10 reti, vincendo la medaglia di bronzo ai Giochi della XIV Olimpiade del 1948.

### Pallacanestro
Con la Danimarca disputò due edizioni dei Campionati europei (1951, 1953).

### Pallamano
Con la Danimarca disputò 23 incontri tra il 1938 e il 1956, segnando 26 reti.

## Palmarès

### Club

#### Competizioni nazionali
- Campionato danese: 5

AB: 1942-1943, 1944-1945, 1946-1947, 1950-1951, 1951-1952

### Nazionale
- Bronzo olimpico: 1

Londra 1948